# Мали проблем, велика невоља
Мали проблем, велика невоља (енгл. Fun Size) америчка је филмска комедија из 2012. године. Режију потписује Џош Шварц, по сценарију Макса Вернера. Главне улоге тумаче Викторија Џастис, Томас Мен, Џејн Ливи и Челси Хендлер.
Говори о плановима тинејџерке за Ноћ вештица који су кренули по злу након што је мајка натерана да чува свог млађег брата, који нестаје током скупљања посластица. Са својим најбољим пријатељима и двојицом штребера поред себе, она мора пронаћи брата пре него њена мајка схвати да је нестао.
Приказан је 26. октобра 2012. године у САД. Добио је углавном негативне рецензије критичара и остварио комерцијални неуспех, зарадивши само 11,4 милиона долара у односу на буџет од 14 милиона долара.

## Радња
Прати саркастичну матуранткињу Врен која једва чека да се удаљи од своје дисфункционалне породице одласком на колеџ. Али пре него се то догоди, Вренина мајка Џој инсистира на томе да причува млађег брата Алберта на Ноћ вештица како би Џој отишла на журку са својим много млађим дечком.
Када позивница на журку године скрене Вренину пажњу, Алберт нестане у мору маскенбала. Очајна да га пронађе пре него мајка дозна за његов нестанак, Врен потражи помоћ језичаве другарице Ејприл, надобудног женскара и ко-председника дебатног тима Пенга и Пенговог најбољег пријатеља Рузвелта, симпатичног штребера којем је заљубљеност у Врен помутила разум.

## Улоге
| Глумац                 | Улога           |
| ---------------------- | --------------- |
| Викторија Џастис       | Врен Десантис   |
| Џејн Ливи              | Ејприл Мартин   |
| Томас Мен              | Рузвелт Леро    |
| Томас Мидлдич          | Мануел          |
| Џексон Никол           | Алберт Десантис |
| Осрик Чау              | Пенг Чонг       |
| Челси Хендлер          | Џој Десантис    |
| Томас Макдонел         | Арон Рајли      |
| Рики Линдхоум          | Дениз           |
| Џони Ноксвил           | Јорген          |
| Џош Пенс               | Кивин           |
| Ана Гастејер           | Џеки Леро       |
| Кери Кени Силвер       | Барб Леро       |
| Патрик де Ледебур      | Марк Пуглио     |
| Џејмс Памфри           | Нејт Брудер     |
| Холмс Озборн           | господин Брудер |
| Ени Фицпартик          | госпођа Брудер  |
| Питер Нејви Тујасосопо | господин Махани |
| Вилам Бели             | Кверти          |
| Аби Елиот              | Лара            |